# Shantinagar (Jhapa)
Pour les articles homonymes, voir Shantinagar.
Shantinagar (en népalais : शान्तिनगर) est un comité de développement villageois du Népal situé dans le district de Jhapa. Au recensement de 2011, il comptait 18 649 habitants.